# Katja Kipping
Katja Kipping (Dresda, 18 gennaio 1978) è una politica tedesca.
È stata copresidente del partito Die Linke dal 2012 al 2021, insieme a Bernd Riexinger.

## Biografia
Figlia di un insegnante e di un'economista, dopo aver completato nel 1996 l'Abitur all'Annen-Gymnasium di Dresda, Katja Kipping fece un anno di volontariato sociale in Gatchina, Russia. In seguito, conseguì un Master in Slavistica, Studi Americani e Diritto presso l'Università di Tecnologia di Dresda.

## Attività politica
Nell'aprile 1998 aderì al Partito del Socialismo Democratico (PDS), precursore dell'attuale Die Linke. Dal luglio 2003 è stata Vicepresidente del PDS con la delega all'agenda sociale e ai contatti con i movimenti sociali.
Fu tra i fautori del progetto di un'unione dei partiti di sinistra tedeschi che culminò con la fondazione della Die Linke di cui il 16 giugno 2007 fu eletta Vicepresidente nazionale. Il 2 giugno 2012 i delegati alla conferenza nazionale del partito elessero, con il 67%, Katja Kipping come Presidente. Ruolo che attualmente ricopre insieme a Bernd Riexinger.

### Membro del Parlamento

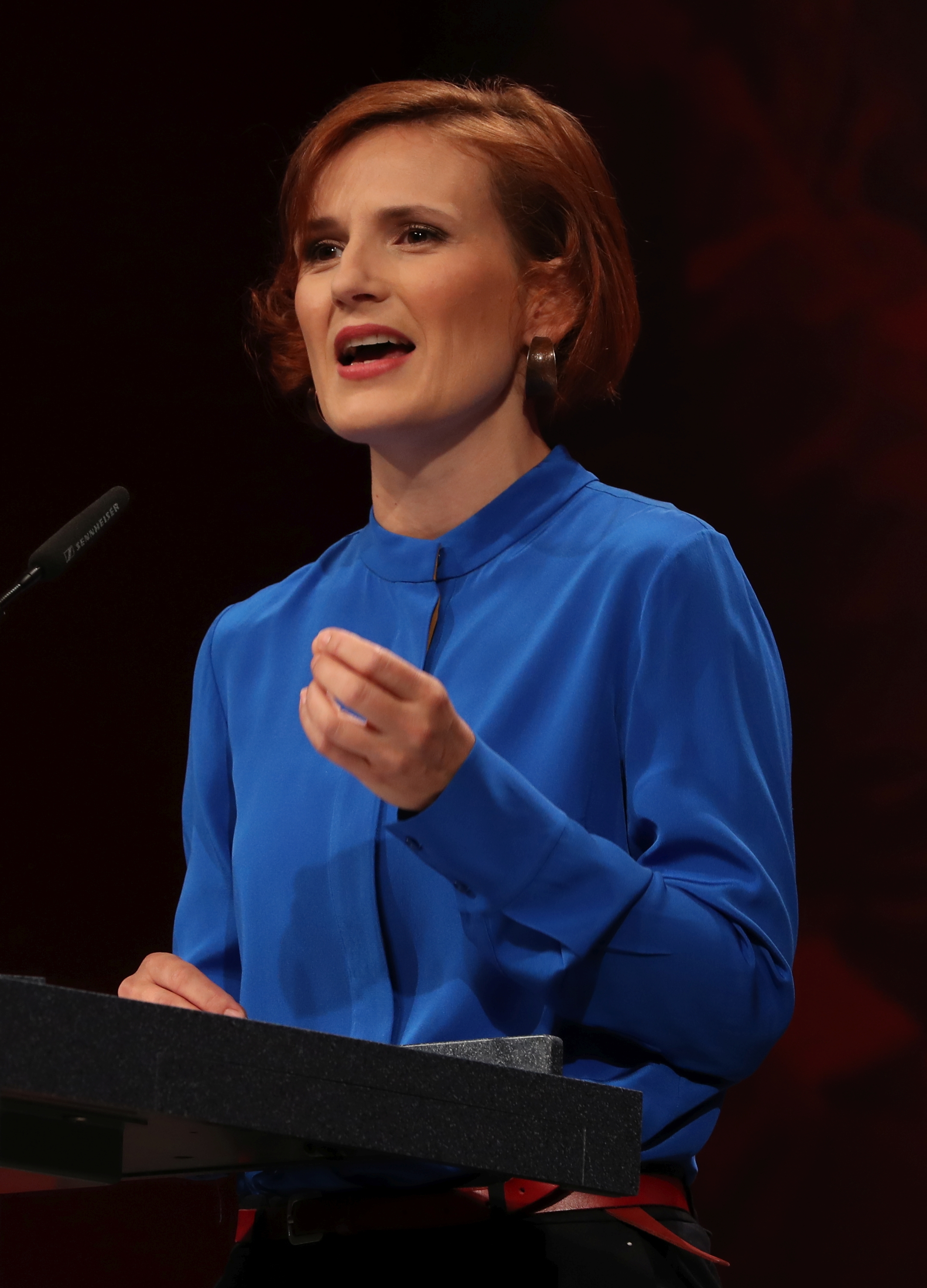
Katja Kipping al Congresso federale del partito Die Linke a Lipsia nel 2018

Katja Kipping, dal 1999 fino al 2003, fu consigliera comunale della città di Dresda con il PDS. Dal settembre 1999 al 2004 fu membro del Parlamento sassone, in cui ricoprì il ruolo di portavoce del PDS riguardo a trasporti e politica energetica.
Dal 2005, Kipping è membro del Parlamento tedesco per la Die Linke. È stata la capolista del partito in Sassonia.
Dal 25 novembre 2009 al 26 settembre 2012 è stata presidente della commissione Lavoro e Affari Sociali del Parlamento tedesco.
Il 2 giugno 2012, i delegati alla terza conferenza nazionale del partito l'hanno eletta come uno dei due presidenti del partito, con il 67% dei voti. Da allora, ha guidato il partito, insieme a Bernd Riexinger. Il 10 maggio 2014, lei e Riexinger sono stati rieletti co-presidenti. [5]
In Parlamento, si oppone alla Hartz-IV, è la portavoce della Die Linke in materia di politiche sociali e per anni, ha sostenuto l'idea di un reddito di base nazionale.

## Iniziative sociali
Da dicembre 2004 ad aprile del 2008, Katja Kipping è stata portavoce del reddito di rete di base. Ha lasciato quel ruolo a favore del lavoro sulla rivista Primavera di Praga. Insieme a Caren Lay e Julia Bonk, fu tra gli iniziatori della Sinistra di Emancipazione, una corrente della Die Linke che abbraccia gli ideali del Socialismo libertario.
Nel dicembre 2007 Kipping, partecipò, con altri membri di sinistra del Parlamento federale e del Parlamento della Sassonia, ad una manifestazione a sostegno della Rote Hilfe e.V., un gruppo di estrema sinistra a supporto dei prigionieri.

## Altre attività
Katja Kipping è l'editrice della rivista Prager Frühling  (Primavera di Praga). La "rivista per la libertà e il socialismo", come dice il sottotitolo, è stata pubblicata dal maggio 2008.
Kipping è anche uno dei membri fondatori dell'Istituto della Moderna Solidarietà, un think tank di sinistra.

## Vita privata
Katja Kipping vive a Berlino e a Dresda, è sposata e ha una figlia.